# Igneocnemis nigra
Igneocnemis nigra – gatunek ważki z rodziny pióronogowatych (Platycnemididae). Endemit Filipin, stwierdzony tylko na wyspach Samar i Dinagat.